# Deslizamiento de rocas en Capitólio
El deslizamiento de piedras en Capitólio fue un evento ocurrido el 8 de enero de 2022 en el Embalse de Furnas, en Capitólio, Minas Gerais, Brasil, en que un cañón rocoso del lugar cayó sobre un bote visitante, que resultó en diez muertos y dejando 32 heridos.

## Descripción
El lago de Furnas atrae a varios turistas que buscan paseos en lancha y buceos en la región. Los cañones del lugar están formados por rocas de más de veinte metros de altura. En entrevista con GloboNews, el teniente Pedro Aihara —portavoz del Cuerpo de Bomberos de Minas Gerais— explicó que la formación del lugar es de rocas sedimentarias y, por lo tanto, son más susceptibles a la acción del viento y de las lluvias. Al finalizar la mañana del 8 de enero de 2022, el mismo día del accidente, la Defensa Civil de Minas Gerais había emitido una alerta de lluvias intensas en la región de Capitólio con posibilidad de una «crecida rápida, informando: «Evite cascadas en el período de lluvias».

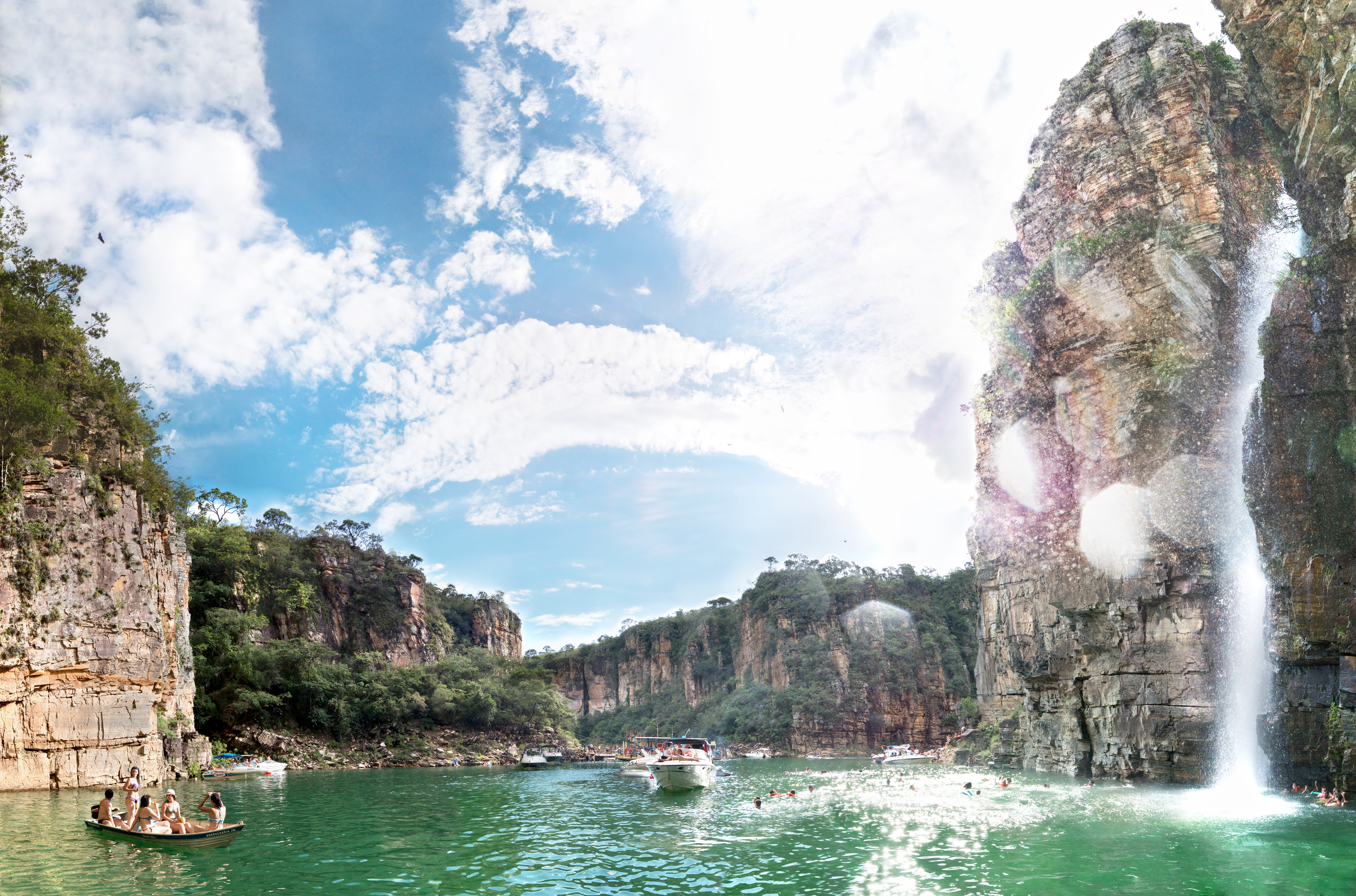
Acantilados a lo largo del Embalse de Furnas, con lanchas de motor y bañistas.

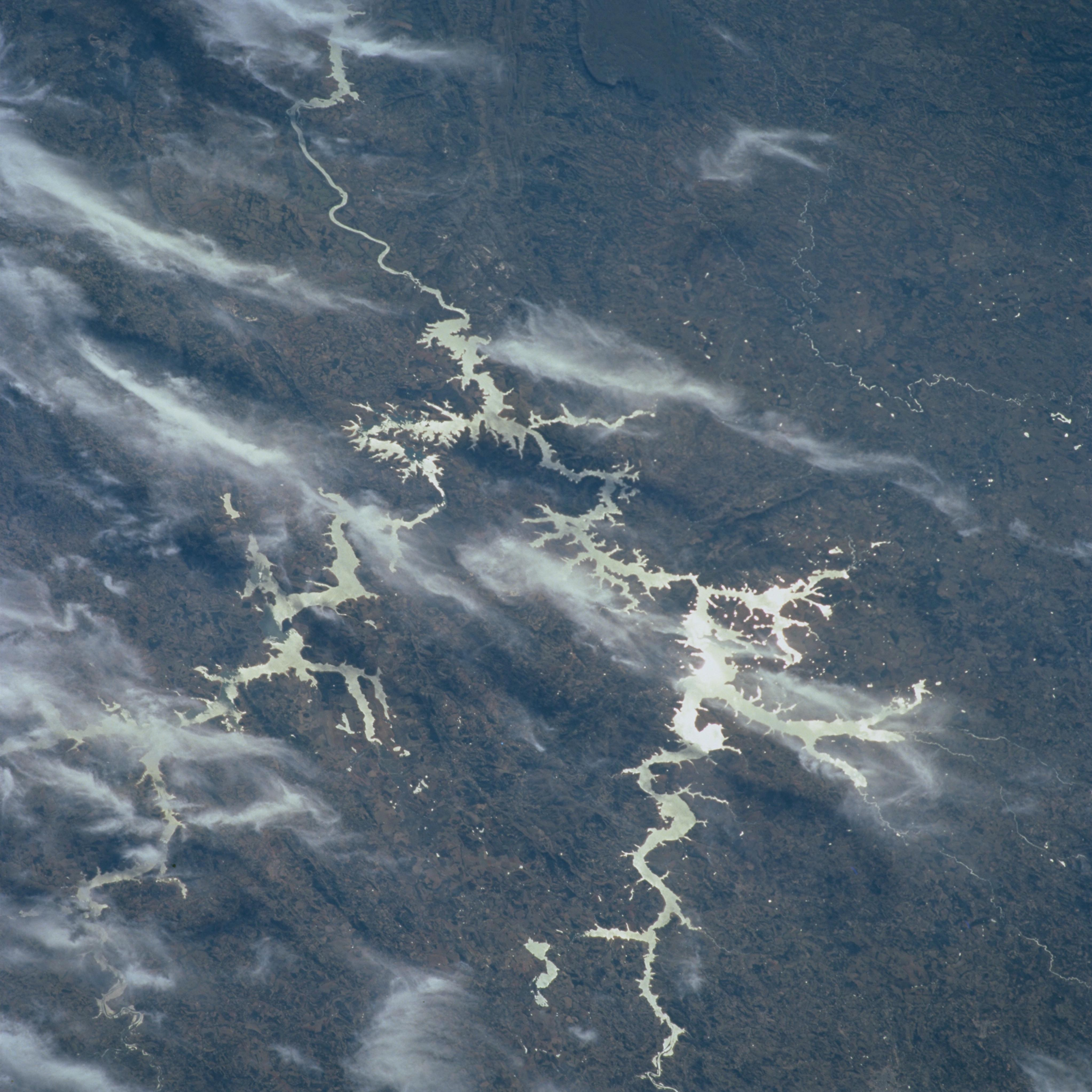
Reservorio Furnas visto desde el ISS.

## Accidente
El deslizamiento ocurrió alrededor de las 12:30 (UTC-3, hora local) en el lago de Furnas, Capitólio, en el barrio Escarpas do Lago, alcanzando a tres embarcaciones con turistas. Alrededor de 70 a 100 personas estaban en el lugar, que estaba aislado y cerrado. El Cuerpo de Bomberos informó inicialmente que una «tromba marina» junto a piedras causaron el deslizamiento, haciendo que cayeran desde una altura de más de cinco metros. 
Sin embargo, según Gustavo Cunha Melo, especialista en gestión de riesgos, la tromba marina puede haber actuado como desencadenante del deslizamiento, pero no fue necesariamente la causa del problema. Para Melo, la roca se hubiera desprendido de todas maneras, a causa de la erosión natural. El portavoz del Cuerpo de Bomberos de Minas —Pedro Aihara— explicó que la formación rocosa del lugar y las lluvias en la región facilitaron que el deslizamiento ocurriera; y que la forma en que la roca cayó, agravó la situación.
34 personas estuvieron involucradas en el accidente. En total, el Departamento de Bomberos confirmó 10 muertes. El Batallón de Operaciones Aéreas, además de buzos, fueron movilizados para trabajar en el lugar. Más de 40 militares se encontraban en la región. La Estación Fluvial de Furnas inmediatamente trasladó equipos de Búsqueda y Rescate (SAR) a la escena.
Todas las víctimas fueron trasladadas a hospitales de la zona. Tres fueron llevados a São José da Barra. Dos heridos de mayor gravedad presentaban fracturas en los miembros superiores y serán trasladados a Piumhi y Passos en ambulancias municipales. Otro paciente estable presentaba un traumatismo en la cara. Los demás tenían heridas leves.
32 personas fueron atendidas por el accidente, la mayoría con heridas leves. 27 fueron atendidos y dados de alta: 23 de ellos de la Santa Casa de Capitólio y otros 4 de la Santa Casa de São José da Barra. Cuatro siguen hospitalizados.

### Investigación
El especialista en gestión de riesgos y seguridad —Gerardo Portela— relató, en entrevista con CNN Brasil, que imágenes publicadas en las redes sociales mostraron que los ocupantes de las embarcaciones fueron alertados por las personas alrededor sobre el riesgo de desmoronamiento de la estructura, pero la decisión de alejarse de la zona de riesgo tardó en ocurrir: «Esas últimas imágenes son reveladoras de que había tiempo para evitar que las personas fueran alcanzadas; habían señales visuales. Probablemente, había ruidos, porque pedazos de rocas habían caído sobre el agua. ¡Es lamentable!». 
Portela también relató que hubo una «falta de preparación». Dijo que: «Observamos que las lanchas estaban demasiado atestadas de personas, con la proa apuntando hacia el lugar de riesgo. (Debería estar posicionada con la proa hacia el lado contrario, ante una eventual necesidad de abandonar el área). Entonces —una sucesión de fallos— las personas más alejadas se estaban percatando del riesgo, pero ellos [estando] allí, incluso siendo profesionales, no lograron ponerle la atención adecuada».

## Víctimas
| Fallecimientos identificados                               | Sexo   | Edad    | Ciudad             | Ref.  |
| ---------------------------------------------------------- | ------ | ------- | ------------------ | ----- |
| Júlio Borges Antunes                                       | Hombre | 68 años | Alpinópolis (MG)   | [ 5 ] |
| Rodrigo Alves dos Anjos (Piloto de la embarcación "Jesus") | Hombre | 40 años | Betim (MG)         | [ 5 ] |
| Carmem Pinheiro da Silva                                   | Mujer  | 43 años | Cajamar (SP)       | [ 5 ] |
| Camila da Silva Machado                                    | Mujer  | 18 años | Paulínia (SP)      | [ 6 ] |
| Geovany Gabriel Oliveira da Silva                          | Hombre | 14 años | Alfenas (MG)       | [ 6 ] |
| Sebastião Teixeira da Silva                                | Hombre | 64 años | Anhumas (SP)       | [ 5 ] |
| Marlene Augusta Teixeira da Silva                          | Mujer  | 57 años | Itaú de Minas (MG) | [ 5 ] |
| Maycon Douglas de Osti                                     | Hombre | 24 años | Campinas (SP)      | [ 6 ] |
| Thiago Teixeira da Silva Nascimento                        | Hombre | 35 años | Passos (MG)        | [ 5 ] |
| Geovany Teixeira da Silva                                  | Hombre | 68 años | Alpinópolis (MG)   | [ 5 ] |

## Repercusiones
En las redes sociales comenzó a circular un video que mostraba el accidente, y se confirmó su veracidad. La Armada de Brasil emitió una nota oficial poco después, afirmando: "Se iniciará una investigación para descubrir las causas y circunstancias del accidente/hecho ocurrido". El gobernador de Minas Gerais, Romeu Zema, expresó su pesar en las redes sociales sobre el derrumbe: "Hoy sufrimos el dolor de una tragedia en nuestro Estado, debido a las fuertes lluvias, que provocaron el desprendimiento de un muro de roca en el lago Furnas, en Capitólio. El Gobierno de Minas estuvo presente desde los primeros momentos a través de Defensa Civil y Bomberos".
Zema también ofreció su solidaridad a las familias de las víctimas: “Me solidarizo con las familias en este momento difícil. Seguiremos actuando para brindar el apoyo y la asistencia necesarios”. El presidente Jair Bolsonaro comentó que se trataba de un "desastre lamentable".
El evento también tuvo repercusión internacional.